# Chalcocrates bacchusi
Chalcocrates bacchusi är en skalbaggsart som beskrevs av S. Endrödi 1971. Chalcocrates bacchusi ingår i släktet Chalcocrates och familjen Dynastidae. Inga underarter finns listade i Catalogue of Life.